# Ran y el mundo gris
Ran y el mundo gris (乱と灰色の世界 Ran to Haiiro no Sekai?) es un manga seinen creado por Aki Irie. La serie comenzó su publicación en diciembre de 2008 en la revista Fellows! de Enterbrain y finalizó en abril de 2015, siendo compilada en un total de 7 tomos tankōbon.
La obra ha sido publicada en España por la editorial Ediciones Tomodomo.

## Argumento
Ran Uruma es una niña de primaria muy especial: es una bruja (incluso si es una principiante), dotada de poderes mágicos como el resto de su familia. Los Urumas han sido los guardianes de la ciudad durante generaciones con la tarea de proteger el mundo real del mágico.
Ran vive su vida, entrena sus grandes poderes (por ejemplo, puede convertirse en un adulto con sus zapatillas favoritas) y compensa su poca sabiduría. Su madre, Shizuka, es una bruja muy poderosa obligada a vivir lejos de casa para mantener al mundo a salvo. Para mantener a raya a la traviesa Ran están su hermano mayor Jin (puede convertirse en un lobo) y su padre Zen (puede convertirse en un cuervo), que se encarga de la casa y las tareas domésticas.